# Julia Ritschel
Julia Ritschel (* 1984 in Hamburg) ist eine deutsche Produzentin, Filmregisseurin und Drehbuchautorin.

## Leben
Julia Ritschel studierte nach dem Abitur zunächst Germanistik und dann Filmproduktion an der Hamburg Media School, wo sie vor und nach dem erfolgreichen Abschluss zunächst einige Kurzfilme produzierte, bevor sie sich dann der Regie und dem Drehbuchschreiben zuwandte.

## Filmographie
- 2011: ExMun (Kurzfilm) – Produktion
- 2013: Stürzende Tauben (Kurzfilm) – Produktion
- 2014: Beeke (Kurzfilm) – Produktion
- 2015: Nach dem Regen (Kurzfilm) – Produktion
- 2016: La Cigale et la Fourmi (Kurzfilm) – Regie und Drehbuch
- 2016: Another World (Musikvideo)  – Regie und Drehbuch
- 2019: The Only Witness (Musikvideo) – Regie, Drehbuch und Produktion